# 사타상여
사타상여(沙咤相如, ? ~ ?)는 백제 부흥운동에 참여한 유민이자, 대성팔족(大姓八族)중의 하나인 사(沙)씨 출신이다.

## 생애
성은 사타(沙咤), 휘는 상여(相如)이다. 660년(의자왕 20년) 백제가 멸망하자, 별부장(別部將)으로써 흑치상지(黑齒常之)와 함께 백제 부흥운동에 참여하여 20여 성을 회복하는 전공을 세웠다.
그러나 배신과 의심으로 내분이 발생하고 백강 전투(白江戰鬪)에서 나(羅)·당(唐) 연합군에게 완패하자, 흑치상지와 함께 당나라에 항복하고 당나라 장군에 임명되었다.

## 같이 보기
- 흑치상지
- 의자왕